# Таргет
Корпорация „Таргет“ (на английски: Target Corporation) е компания от Съединените американски щати. Основана е в град Минеаполис, щата Минесота през 1902 г., където е главният ѝ щаб и днес.
Тя е собственик на верига магазини за търговия на дребно, извършваща дейност единствено в САЩ. Магазините са познати като „Таргет“, което в превод от английски означава „мишена“, каквато е и емблемата на магазините.
Представлява 6-ия по продажби търговец на дребно в САЩ с продажби от 59,49 милиарда долара (2006) и печалба от 2787 милиона долара. В „Таргет“ работят 352 000 служители.